# Щит (съзвездие)
Вижте пояснителната страница за други значения на Щит.
Щит е съзвездие, едно от малкото сред 88-те съвременни съзвездия, които дължи името си на историческа фигура.
Първоначалното му име, Scutum Sobiescianum (на латински, „Щита на Собиески“) е предложено от Хевелий като възпоменание за победата на Ян III Собиески в битката при Виена.